# Kongensgade (Odense)
Kongensgade er en gågade i Odense.
Gaden, der begynder ved Vestre Stationsvej i nord og munder ud i byens anden længere gågade, Vestergade, i syd, rummer mange butikker, restauranter og caféer samt Fyns Forsamlinghus, hvor TV 2/Fyn i stationens unge år havde redaktion.
Gaden blev anlagt i 1847 på initiativ fra landmåler og kammerråd T.Ø. Hillerup. Gaden, der er snorlige, hed i sine første år Tværgade og Ny Vestergade, inden den i 1851 fik sit nuværende navn, som menes at være en hyldest til den på det tidspunkt nyligt afdøde Kong Christian 8., der som kronprins boede på Odense Slot indtil han blev konge.
De første huse i Kongensgade var indrettet til boliger, men hen mod slutningen af det 19. århundrede forandredes gaden mere og mere til at være en handelsgade. Da der var sporvogne i Odense, gik en af hovedlinjerne fra banegården til Fruens Bøge gennem Kongensgade. Sporvognsdriften blev indstillet i 1952.
På forsøgsbasis var Kongensgade i 1960'erne omdannet til gågade, men efter protester fra butiksejerne blev forsøget ikke gjort permanent i første omgang. Først i 1984 blev strækningen fra Vestergade til Vindegade omdannet til gågade, og i 2002 fulgte den nordlige del af fra Vindegade til Vestre Stationsvej efter. Samme år blev skulpturen Hermes, udarbejdet af professor Mogens Møller, opsat ud mod Vestre Stationsvej.